# 알렉시오스 4세 앙겔로스
알렉시오스 4세 앙겔로스(그리스어:Αλέξιος Δ' Άγγελος, 1182년 – 1204년 2월 8일)은 동로마 황제로 1203년 8월 1일부터 1204년까지 아버지 황제 이사키오스 2세 앙겔로스와 함께 공동 황제였다. 앙겔로스 왕조의 일원이다.

## 생애
알렉시오스는 이사키오스 2세 앙겔로스와 이리니 사이에서 태어난 아들로 1195년 큰아버지 알렉시오스 3세 앙겔로스가 쿠테타를 일으켜 황위를 찬탈했을 때 감옥에 갇혔다. 1201년 그는 콘스탄티노폴리스에서 탈출에 성공하여 신성로마제국으로 망명하여 누나 이레네 앙겔루스의 남편인 매형 슈바벤의 필립에게 의탁하였다. 알렉시오스는 그곳에서 제4차 십자군의 대표로 있던 몬페라토의 보니파치오를 만나서 자신과 자신의 아버지의 제위를 다시 되찾기 위해 협약을 맺었다.
그 제안에는 십자군이 자신의 큰 아버지 알렉시오스 3세를 몰아내고 자신의 아버지의 제위를 되찾아 주면 십자군의 이집트 정복을 위한 병사 1만명과 기사 (군사)기사 500명을 제공하겠다고 하고 또한 콘스탄티노폴리스를 로마 가톨릭의 관할로 주겠다고 약속했다.
이 제안은 십자군측으로부터 받아들여졌고 특히 베네치아 공화국의 도제 엔리코 단돌로의 열렬한 환영을 받았다.
제4차 십자군은 이에 호응하여 목표를 이집트에서 콘스탄티노폴리스로 전환하였다. 알렉시오스는 1203년 4월 십자군과 합류하여 6월에는 콘스탄티노폴리스에 도착했다. 십자군은 콘스탄티노폴리스를 공격하였고 결국 십자군에 점령당했다. 알렉시오스 3세는 도망치고 8월 1일 장님인 이사키우스 2세가 다시 황제에 복위했다. 십자군 점령군은 알렉시오스의 약속을 담보하기 위해 젊은 알렉시오스도 알렉시오스 4세로 공동황제에 앉혔다.
그러나 알렉시오스는 십자군과의 약속을 지킬 수 없었고 탐욕스러운 프랑크 군과 비잔티움 백성과의 긴장은 더욱 고조되갔다. 또한 십자군에게 지급하기 위해 막대한 세금을 매겼고 가톨릭으로 개종을 하려는 알렉시오스의 기도에 대해 시민들의 불만이 폭발했다.
급기야 1204년 1월 25일 수도에서는 쿠테타가 일어나 알렉시오스는 지하감옥에 감금되었다가 활줄에 교살되었다. 며칠 후 눈먼 황제 이사키오스도 살해되었다.
비잔티움의 제위는 알렉시오스 두카스 무르주풀루스에게 돌아갔다.

## 같이 보기
- 동로마 황제